# 王治平 (1960年)
王治平（1960年11月—），男，江苏海安人，中國共產黨黨員，中華人民共和國政治人物、軍事人物，中國人民解放軍少將。

## 生平
曾任南京军区守备第十八团副团长，南京军区73235部队副部队长，舟嵊要塞区副参谋长，舟山警备区司令员，上海警备区副司令员。2015年1月兼任上海市人大常委會委員。
在2018年，上海市政府征兵办召开全市征兵工作业务会，王氏代表上海警备区出席並發言
2016年，8月31日上午，上海大学2016年学生军训总结表彰大会暨开学典礼在校本部体育馆举行。上海警备区、武警上海总队等單位分別派領導出席，而作為上海警备区副司令员的王氏代表警备区出席並發言。
2015年，9月7日，時仼上海警备区副司令员的王氏曾到訪上海政法大學抓徵兵工作 
上海警备区就2018年征兵政策规定和安排而安排的记者會，定在2018年8月由王氏主持记者會並回覆記者提問